# Pigfinnemarsvin
Pigfinnemarsvinet også kaldet Burmeisters marsvin (Phocoena spinipinnis) er et medlem af marsvinefamilien under tandhvalerne. Dyret bliver 1,4-2 m langt og vejer 40-70 kg. Arten er endemisk til Sydamerikas kyst.